# Paulo Marinho (empresário)
Paulo Roberto Franco Marinho (Rio de Janeiro, 5 de março de 1952) é um empresário, executivo, e político brasileiro, filiado ao Republicanos. Atuou no mercado financeiro, na indústria de construção naval e como executivo na área de comunicação, se tornando uma figura conhecida e influente na sociedade carioca.
Ingressou na vida pública em 2018 quando, ainda filiado ao Partido Social Liberal (PSL), foi eleito primeiro-suplente de senador pelo Rio de Janeiro na chapa de Flávio Bolsonaro. Teve protagonismo durante o pleito como um dos principais colaboradores da campanha eleitoral vitoriosa do presidente Jair Bolsonaro, quando cedeu sua residência no bairro carioca do Jardim Botânico como "quartel-general", onde foram gravados os programas eleitorais e, após a vitória nas urnas, foi realizada a primeira reunião formal de transição e composição ministerial do atual governo federal. Marinho e Bolsonaro romperam no início de 2019, após a demissão de Gustavo Bebianno da Secretaria-Geral da Presidência. Amigo pessoal de Marinho há décadas, Bebianno foi o responsável por apresentar o presidente ao empresário em novembro de 2017.

## Biografia
Paulo Marinho nasceu em 5 de março de 1952, na cidade do Rio de Janeiro, filho do acreano Moacyr Marinho e da mineira Maria Carmen Franco Marinho. Seu pai tinha um negócio de serrarias, em que comprava madeira do Norte e Nordeste. Teve uma infância abastada e, do dia para noite, viu seu pai, ao dissolver uma sociedade, mudar completamente o padrão de vida. Foi morar com seus pais e três irmãos num apartamento de dois quartos na Rua Miguel Lemos, em Copacabana. Sua mãe vendia roupas dentro de casa. O pai conseguiu um emprego público nos Correios. Marinho completou o segundo grau (atual ensino médio) no Colégio Pedro II e cursou o curso de Direito na Faculdade Cândido Mendes, até o terceiro ano.

### Vida empresarial
No campo dos negócios, o padrinho de Paulo Marinho foi Ronaldo Xavier de Lima, à época casado com Martha Rocha, ex-Miss Brasil. Lima o convidou para dar expediente como secretário na companhia Excelsior de Seguros quando Marinho tinha apenas 14 anos de idade, após vender-lhe um exemplar da Enciclopédia Barsa. Lima lhe ofereceu intercâmbio para estágio, em Londres, na Sedwick Forbes Insurance, onde permaneceu por seis meses. Aos 17 anos, já era o provedor para os pais e os três irmãos. Marinho permaneceu ao lado de Lima até os 19 anos.
Aos 19 anos, ingressou no mercado financeiro, passando por grandes corretoras de câmbio e valores mobiliários, como a Marcelo Leite Barbosa, onde trabalhou como operador no pregão da bolsa de valores comprando e vendendo ações. Teve sucesso profissional nessa experiência e foi convidado para trabalhar numa outra grande empresa, na época chamada Vetor Corretora, onde trabalhou no mercado aberto de títulos. Fundou, no fim dos anos 70, a sua própria sociedade, a Stock de Valores.
Após vender sua parte na Stock, constituiu uma nova sociedade de negócios com o já falecido Henrique Mayrinck, fundando juntos a Globus Representações, empresa de representação de companhias industriais estrangeiras no Brasil.
Fundou a produtora independente de vídeo Press Vídeo, realizadora do programa de TV jornalístico Dia D, na Band, com grandes nomes do jornalismo brasileiro, como Zózimo Barroso do Amaral, Belisa Ribeiro, Fernando Gabeira, Miriam Leitão, William Waack, Augusto Nunes, Ricardo Boechat e Marcos Sá Corrêa, entre outros. O programa ficou três anos no ar.
Em 1990, foi sócio de Roberto Medina na empresa Artplan Empreendimentos. Foi um dos encarregados de juntar a quantia de US$ 2,5 milhões que foi necessária para conseguir a soltura do publicitário de seu cativeiro. Em 1991, ao lado de Medina, foi um dos principais responsáveis por organizar e promover a segunda edição do Rock in Rio no Maracanã.
Em 1992, através do advogado e seu amigo Sergio Bermudes, foi apresentado ao empresário Nelson Tanure, e foi trabalhar no setor naval, no estaleiro Verolme, um dos maiores do mundo, instalado em Angra dos Reis. Sob a liderança de Tanure, em 1994, o Verolme fundiu-se ao estaleiro japonês Ishibras. Marinho foi vice-presidente estatutário da Verolme Ishibrás, por mais de uma década, período em que foi vice-presidente da ADBIB, Associação Brasileira da Infraestrutura e Indústrias de Base, e presidente do Sindicato Nacional da Indústria da Construção e Reparação Naval e Offshore (SINAVAL).
Em 2000, retornou para trabalhar com Tanure e foi o responsável por intermediar a venda do Jornal do Brasil e da Gazeta Mercantil da família Nascimento Brito, tornando-se vice-presidente do novo grupo editorial. Em virtude da nova função, liderando a gestão comercial desse grupo de mídia, se mudou para Brasília, em 2004, onde permaneceu até 2006.
Em 2003, recebeu do então presidente do Tribunal de Justiça do Estado do Rio de Janeiro (TJRJ), Miguel Pachá, o Colar do Mérito Judiciário, a mais alta honraria da Justiça fluminense, que reconhece autoridades e personalidades que, no exercício das suas atividades, contribuíram, direta ou indiretamente, com destacados serviços à cultura jurídica e ao Judiciário fluminense. Em 2004, além de ter sido integrante do Conselho de Comunicação Social (CCS) do Congresso Nacional, à época presidido por Dom Orani Tempesta, Marinho foi agraciado com a Medalha do Mérito Judiciário, a mais alta distinção honorífica do Tribunal de Justiça do Distrito Federal e dos Territórios (TJDFT).

### Vida política
Em 1986, Paulo Marinho foi um dos principais colaboradores da campanha vitoriosa de Moreira Franco sobre Darcy Ribeiro para o governo do estado do Rio de Janeiro, ao lado de nomes como Roberto Medina, Ricardo Boechat e Belisa Ribeiro. Apesar de convites para ingressar a administração de Franco, Marinho recusou e permaneceu no setor privado.
Em 2017, após a eleição do Prefeito Marcelo Crivella na cidade do Rio de Janeiro, Marinho fez parte de um conselho de cariocas notáveis, composto por Roberto Medina, Boni, Ricardo Amaral e Paulo Protásio, que elaborou o projeto Rio de Janeiro a Janeiro, um plano estratégico formulando um calendário anual com diretrizes visando estruturar, planejar e reaquecer a agenda do turismo no Rio de Janeiro. Apesar de Crivella ter pessoalmente anunciado e publicamente promovido o projeto, ao cabo de seis meses, sua administração jamais havia dado sequência aos compromissos firmados e, assim, o conselho foi dissolvido, e os seus integrantes se distanciaram do prefeito.
Também em 2017, Marinho foi o responsável por organizar dois grandes eventos junto ao alto empresariado carioca em torno do então Prefeito de São Paulo, João Dória, de quem já era amigo pessoal havia décadas. O objetivo era ampliar o palanque de Doria no estado vizinho do Rio de Janeiro, visando uma potencial candidatura presidencial de Doria no pleito de 2018. Quando o nome de Dória não se viabilizou internamente no PSDB, que optou pelo então Governador de São Paulo, Geraldo Alckmin, para liderar a sigla presidencial, em 12 de março de 2018, Doria anunciou que iria renunciar ao cargo de prefeito para disputar o governo do Estado de São Paulo na eleição estadual de 2018.

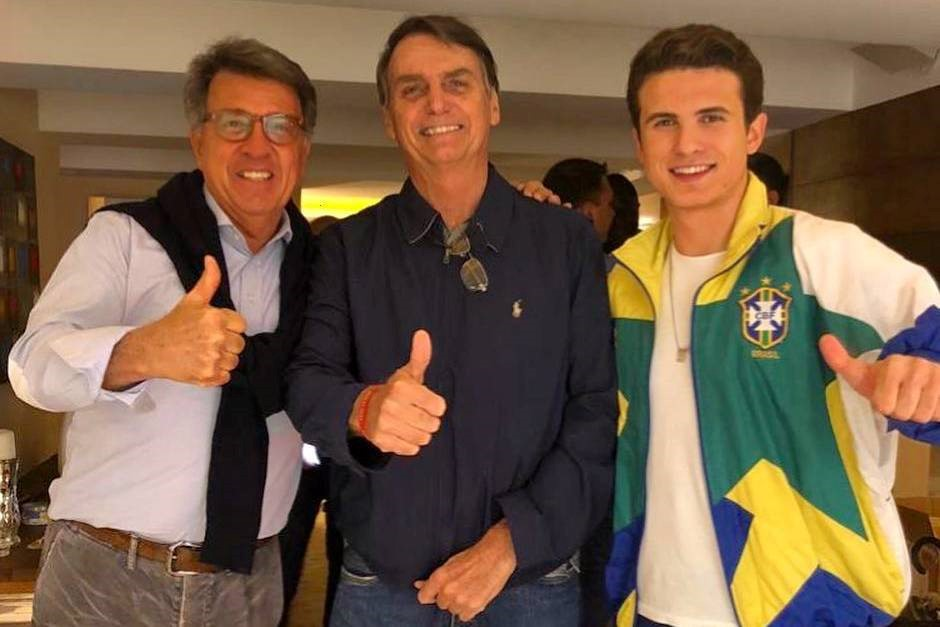
Paulo Marinho, Jair Bolsonaro e André Marinho juntos, no dia da apuração do primeiro turno, em 7 de Outubro de 2018.

Em novembro de 2017, o advogado e então presidente do PSL, Gustavo Bebianno, de quem Marinho era amigo havia mais de 30 anos, apresentou-lhe a família Bolsonaro. Bebianno e Marinho se conheceram nos anos 1990, no escritório de advocacia do amigo em comum, Sergio Bermudes, e trabalharam juntos, nos anos 2000, no Jornal do Brasil, quando Bebianno ocupou o cargo de diretor jurídico. 
Rapidamente Marinho adquiriu confiança e prestígio junto à família Bolsonaro, desempenhando papel decisivo para a viabilização da candidatura de Bolsonaro durante a pré-campanha presidencial. Sua residência no Jardim Botânico se tornou um local de encontro cada vez mais frequente dos principais colaboradores da campanha, incluindo Paulo Guedes, Onyx Lorenzoni e Julian Lemos. Devido às limitações financeiras da campanha, Marinho abrigou o núcleo duro da campanha em sua residência, e – no segundo turno – cedeu sua academia de musculação para acolher a equipe de marketing responsável pela gravação e produção do material de horário eleitoral gratuito na televisão e para as redes sociais do PSL nacional. Na véspera da convenção do PSL, Marinho foi convidado por Flávio Bolsonaro, o filho mais velho do presidente, para ser seu primeiro-suplente no Senado Federal.
Em 6 de setembro de 2018, Bolsonaro foi esfaqueado enquanto fazia campanha em Juiz de Fora. Sua esposa Michelle estava na casa de Marinho acompanhando as gravações em libras quando o atentado eclodiu. Marinho e seu filho André foram os responsáveis por informarem a futura primeira-dama do ocorrido e a levarem ao encontro de Bolsonaro, na Santa Casa de Misericórdia de Juiz de Fora. No caminho, foi o executivo que mobilizou o hospital Sírio Libanês, por intermédio de seu cardiologista pessoal, Roberto Kalil, para atendê-lo. Bolsonaro, porém, acabou se tratando no concorrente, Albert Einstein.
Dois dias após a vitória nas urnas, em 30 de outubro de 2018, a primeira reunião de composição ministerial ocorreu na residência de Marinho.  Desde então, Marinho e Bolsonaro nunca mais estiveram juntos pessoalmente.  Na segunda-feira, 18 de fevereiro, foi anunciada a demissão do seu maior aliado do Governo Bolsonaro, Bebianno, quando Marinho também rompe oficialmente com os Bolsonaro. No dia seguinte à exoneração de Bebianno, a revista Veja publicou áudios de Jair Bolsonaro e o ex-ministro conversando durante a crise, que acabaram deflagrando posteriormente que Bolsonaro mentiu.
Em novembro de 2019, Marinho depôs à CPI mista que investiga notícias falsas e assédio virtual nas redes sociais (CPMI das Fake News).Em 17 de maio 2020, em entrevista para a Folha de S.Paulo, Marinho revelou que ouviu de Flávio Bolsonaro que ele soube, com antecedência, que a Operação Furna da Onça, que atingiu Fabrício Queiroz, seria deflagrada. Marinho afirmou que Flávio Bolsonaro confidenciou a ele que teria sido avisado da existência da operação entre o primeiro e o segundo turnos das eleições, por um delegado da Polícia Federal que era simpatizante da candidatura de Jair Bolsonaro, e que os policiais teriam segurado a operação, então sigilosa, para que ela não ocorresse no meio do segundo turno, prejudicando assim a candidatura de Bolsonaro. Porém, até o presente momento, o mesmo não mostrou nada que comprovasse tais informações.
Em junho de 2019, a convite do Governador de São Paulo, João Doria, e do Presidente Nacional do PSDB, Bruno Araújo, Marinho se descompatibilizou do PSL e se filiou ao PSDB para presidir o diretório fluminense do partido. Com a missão de reerguer a legenda no estado após o pior desempenho eleitoral do PSDB em décadas, convocou Bebianno para assumir a pré-candidatura no pleito da capital. Porém, após o falecimento precoce de Bebianno, em 14 de março de 2020, Marinho foi escolhido e convocado por Doria e Araújo para ocupar a posição deixada pelo seu falecido amigo e se apresentar como o pré-candidato tucano à prefeitura do Rio de Janeiro no pleito de 2020.
Na eleição presidencial de 2022, declarou voto ao ex-presidente Luiz Inácio Lula da Silva (PT). Questionado sobre o apoio, Marinho afirmou: "Quem conhece Bolsonaro como eu conheço vota no Lula. Eu tenho que pagar uma penitência de 2018. [...] Você precisa de lado. Meu lado agora é apoiar o Lula."

#### Pré-Candidatura à Prefeitura do Rio de Janeiro em 2020
A executiva nacional do PSDB interveio na seção fluminense para, a partir de 2020, alinhá-la à pré-candidatura presidencial de Dória. Em junho, Marinho foi filiado e empossado como o novo presidente estadual do PSDB fluminense. Em entrevista ao jornal O Estado de SP, Marinho defendeu o nome do governador na disputa pelo Planalto: “Dória tem mais preparo que o capitão”.
Orientado pelo mantra fixado por Dória de que o "Novo PSDB" deveria buscar atrair mais “jovens e mulheres”, Marinho buscou a ex-secretária de cultura da cidade Mariana Ribas. A escolha de Mariana gerou críticas. Para tucanos mais antigos, ela é desconhecida do eleitorado e a decisão ignorou o diálogo. A nova direção defendeu a opção. “Não existe ninguém, não existem quadros (no PSDB do Rio)”, disse Marinho, explicando por que Mariana foi convidada. Em fevereiro de 2020, Mariana alegou questões de foro pessoal e desistiu de ir adiante com a sua pré-candidatura.
No dia 5 de março de 2020, Gustavo Bebianno foi anunciado como pré-candidato substituto à Prefeitura do Rio de Janeiro pelo Partido da Social Democracia Brasileira (PSDB). O anúncio foi feito por João Doria, na época governador de São Paulo, em evento que ocorreu na sede paulista do PSDB. Segundo Dória, a candidatura de Bebianno faria parte de uma estratégia nacional do partido visando a eleição presidencial de 2022. O lançamento oficial da candidatura aconteceria em 4 de abril de 2020 no Rio de Janeiro. Na época, o governador fluminense, Wilson Witzel, elogiou a pré-candidatura de Gustavo Bebianno ao cargo de prefeito do Rio de Janeiro e não descartou a formação, para o pleito, de uma chapa única entre o PSDB e o Partido Social Cristão (PSC), sigla à qual Witzel é filiado.
Em 14 de março de 2020, Bebianno estava com seu filho em um sítio, em Teresópolis. Por volta das 4 horas da manhã, sentiu-se mal e sofreu um desmaio, sendo então levado ao hospital de Teresópolis, onde foi tentada a reanimação, mas ele acabou falecendo em decorrência de um infarto. Coube a Marinho confirmar publicamente o falecimento.
Em 15 de março de 2020, após deliberações feitas por Dória e Araújo, Marinho foi escolhido para assumir o posto de pré-candidato à Prefeitura do Rio em 2020.

### Vida pessoal

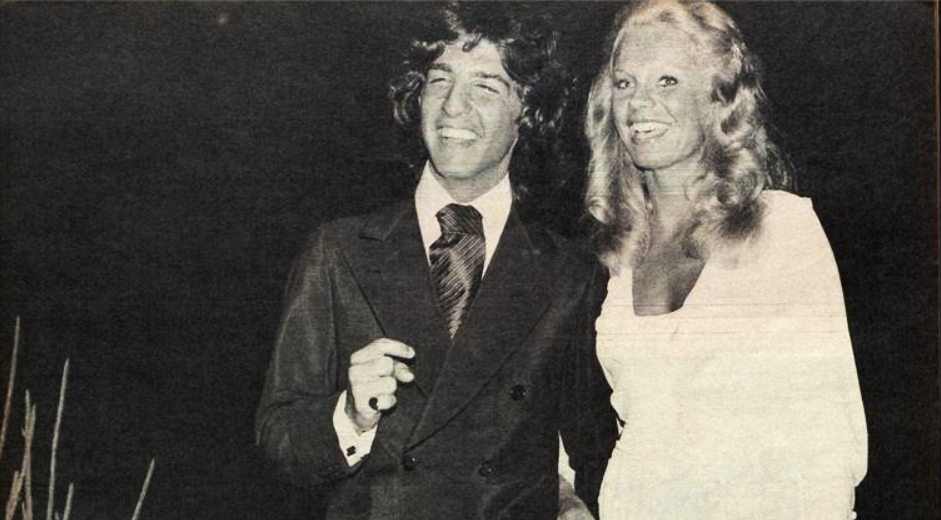
Foto do casamento de Paulo Marinho e Odile Rubirosa, publicada na Revista Manchete (Edição de Maio de 1973)

Conhecido por "Coelho" entre os amigos, Paulo Marinho, em maio 1973, aos 21 anos, casou-se com a famosa atriz francesa e socialite internacional Odile Rubirosa, viúva do diplomata e playboy dominicano Porfirio Rubirosa. O casamento foi capa da revista Manchete daquele mês. Ao longo da relação, o casal foi presença constante em capas de revista e colunas sociais internacionais, frequentando o jet set mundial. Os apartamentos que moraram juntos em Ipanema e Copacabana sediaram diversas festas e feijoadas do alta sociedade carioca dos anos 1970, contando com a presença de figuras como Frank Sinatra, Mick Jagger, Valentino Garavani, Michel Legrand, Rod Stewart, Elton John, Bob Colacello, Marisa Berenson, Ursula Andress, Alain Delon, Peter Frampton, Candice Bergen e Elsa Martinelli. Ambos também frequentaram a alta sociedade parisiense dos anos 70 ao lado de notáveis como Aristóteles Onassis e Jacqueline Kennedy Onassis, Henry Kissinger e Philippe Junot. Oito anos depois, em 1981, Marinho e Rubirosa se divorciaram.
Em 1982, depois da separação, enamorou-se pela atriz Maitê Proença, com quem teve uma filha, Maria. Na edição de dezembro de 1982 da Revista Playboy.
Em 1992, o empresário casou-se com sua terceira esposa, a carioca Adriana Bourguignon Marinho, em uma cerimônia realizada na casa de seu amigo Sergio Bermudes e celebrada pelo seu amigo e então juiz Luiz Fux, atual ministro do Supremo Tribunal Federal. Marinho teve mais três filhos, Danyel, André e a cantora Giulia Be.
Marinho era amigo pessoal do jornalista Ricardo Boechat, o qual conheceu na época do programa Dia D. Em 2001, Boechat foi demitido das Organizações Globo, onde tinha uma coluna no Bom Dia Brasil e no jornal O Globo, após a revista Veja publicar trechos de um grampo telefônico nos quais revelava a Paulo Marinho, seu amigo pessoal, o conteúdo de matérias relacionadas à guerra pelo controle das companhias telefônicas no Brasil. Marinho era sócio de Nelson Tanure, principal acionista do Jornal do Brasil e aliado da TIM, empresa que disputava o controle da Telemig Celular e Tele Norte Celular em confronto com o banqueiro Daniel Dantas. O escândalo revelou alguns dos métodos empregados na guerra pelo controle das companhias telefônicas, na qual ocorriam grampos a jornalistas, notícias plantadas e envolvimento de grupos empresariais poderosos.